# Cumming (Georgia)
Cumming is een plaats (city) in de Amerikaanse staat Georgia, en valt bestuurlijk gezien onder Forsyth County.

## Demografie
Bij de volkstelling in 2000 werd het aantal inwoners vastgesteld op 4220.
In 2006 is het aantal inwoners door het United States Census Bureau geschat op 5877, een stijging van 1657 (39,3%).

## Geografie
Volgens het United States Census Bureau beslaat de plaats een oppervlakte van
15,2 km², geheel bestaande uit land. Cumming ligt op ongeveer 350 m boven zeeniveau.

## Plaatsen in de nabije omgeving
De onderstaande figuur toont nabijgelegen plaatsen in een straal van 20 km rond Cumming.

## Geboren
- Kelli Giddish (13 april 1980), actrice
- Skyler Day (2 augustus 1991), actrice en zangeres